# Varanus rosenbergi
Varanus rosenbergi là một loài thằn lằn trong họ Varanidae. Loài này được Mertens mô tả khoa học đầu tiên năm 1957.

## Hình ảnh

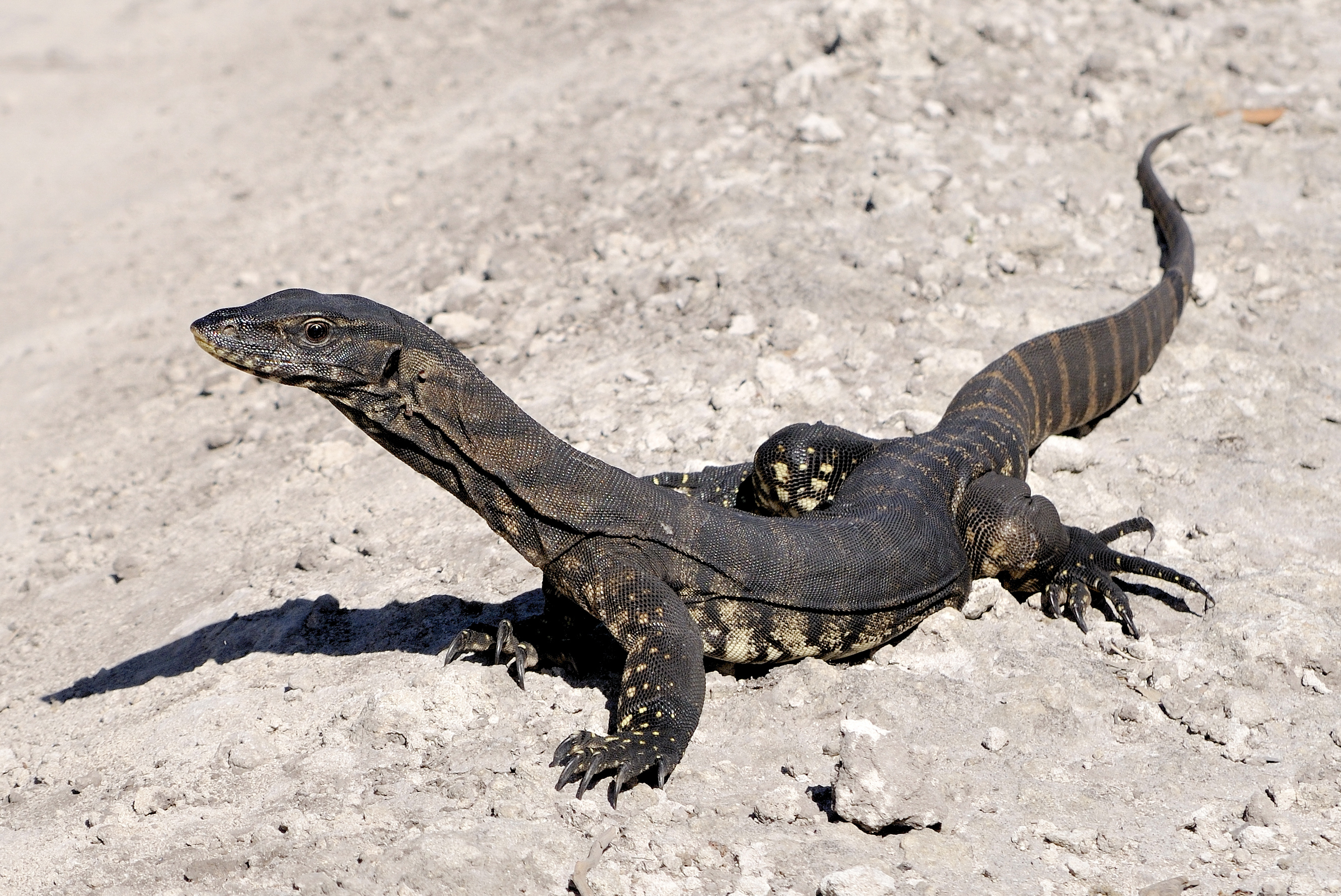